# (15834) McBride
(15834) McBride (1995 CT1) – planetoida z pasa głównego asteroid okrążająca Słońce w ciągu 4,64 lat w średniej odległości 2,78 j.a. Odkryta 4 lutego 1995 roku.